# MTV Video Music Award – teledysk hip hopowy
Poniższa lista przedstawia kolejnych zwycięzców nagrody MTV Video Music Awards w kategorii Best Hip Hop. Do 2016 kategoria nosiła nazwę Best Hip Hop Video.
| Rok  | Wykonawca                                    | Piosenka                  |
| ---- | -------------------------------------------- | ------------------------- |
| 1999 | Beastie Boys                                 | Intergalactic             |
| 2000 | Sisqó                                        | Thong Song                |
| 2001 | Outkast                                      | Ms. Jackson               |
| 2002 | Jennifer Lopez (wraz z Ja Rule)              | I'm Real (Remix)          |
| 2003 | Missy "Misdemeanor" Elliott                  | Work It                   |
| 2004 | Outkast                                      | Hey Ya!                   |
| 2005 | Missy Elliott                                | Lose Control              |
| 2006 | Black Eyed Peas                              | My Humps                  |
| 2007 | -                                            | -                         |
| 2008 | Lil Wayne                                    | Lollipop                  |
| 2009 | Eminem                                       | We Made You               |
| 2010 | Eminem                                       | Not Afraid                |
| 2011 | Nicki Minaj                                  | Super Bass                |
| 2012 | Drake (wraz z Lil Wayne)                     | HYFR                      |
| 2013 | Macklemore i Ryan Lewis                      | Can't Hold Us             |
| 2014 | Drake (wraz z Majid Jordan)                  | Hold On, We're Going Home |
| 2015 | Nicki Minaj                                  | Anaconda                  |
| 2016 | Drake                                        | Hotline Bling             |
| 2017 | Kendrick Lamar                               | HUMBLE.                   |
| 2018 | Nicki Minaj                                  | Chun-Li                   |
| 2019 | Cardi B                                      | Money                     |
| 2020 | Megan Thee Stallion                          | Savage                    |
| 2021 | Travis Scott (wraz z Young Thugiem i M.I.A.) | Franchise                 |
| 2022 | Nicki Minaj (wraz z Lil Baby)                | Do We Have a Problem?     |